# Монтрё (Мёрт и Мозель)
Монтрё́ (фр. Montreux) — коммуна во французском департаменте Мёрт и Мозель региона Лотарингия. Относится к  кантону Бламон.

## География
Монтрё расположен в  км к востоку от Нанси. Соседние коммуны: Нониньи, Алловиль и Арбуе на севере, Парю на востоке, Бремениль на юго-востоке, Нёвиллер-ле-Бадонвиллер на юге, Сен-Морис-о-Форж на юго-западе, Ансервиллер на западе.

## История
- Монтрё сильно пострадал во время Первой мировой войны.

## Демография
Население коммуны на 2010 год составляло 60 человек.
| 1962 | 1968 | 1975 | 1982 | 1990 | 1999 | 2010 |
| ---- | ---- | ---- | ---- | ---- | ---- | ---- |
| 94   | 93   | 83   | 85   | 59   | 61   | 60   |